# Gideon Niitenge
Gideon Niitenge (* 1968 oder 1969) ist ein lutherischer Geistlicher und Präsidierender Bischof der Evangelisch-Lutherischen Kirche in Namibia (ELCIN). Zugleich ist er Bischof der Westlichen Diözese.

## Leben
Bei der 24. Synode der ELCIN wurde Niitenge im Jahr 2021 als Nachfolger von Veikko Munyika zum leitenden Geistlichen der Westlichen Diözese gewählt, nahm jedoch, da er nicht die nötige Zweidrittelmehrheit für das Bischofsamt erreichte, den Titel eines Moderators an.
Nach dem Tod des Bischofselekten Martin Ngodji der Östlichen Diözese, der auch als Präsidierender Bischof der ELCIN vorgesehen war, übernahm Niitenge kommissarisch die Leitung der Kirche.
Während der 25. Synode der ELCIN am 14. August 2024 wurde Niitenge zum Bischof der Westlichen Diözese gewählt und als Präsidierender Bischof bestätigt. Zugleich wurde mit Hilja Nghaangulwa die erste Bischöfin der ELCIN ernannt. Die Konsekration beider fand am 16. Februar 2025 statt.